# Jonas Sandell
Jonas Sandell, född 10 januari 1790 i Lenhovda församling, död 24 juli 1858 på Vättern, var en svensk präst, topograf och samlare.
Sandell var son till en hemmansägare men adopterades i tidig ålder av en avlägsen släkting. Han blev student vid Lunds universitet 1809, prästvigdes 1813 och blev 1817 filosofie magister alternativt filosofie doktor. Han blev kyrkoherde i Fröderyds församling 1829 och kontraktsprost i Västra härad 1839. Flera kända kyrkliga personligheter sökte sig till honom som Peter Wieselgren, Peter Fjellstedt och Esaias Tegnér.
Sandell gifte sig 1818 med Fredrika Engstrand; bland parets barn fanns psalmförfattaren Lina Sandell. Jonas Sandell drunknade under en färd till Göteborg med ångfartyget Linnea på Vättern, morgonen den 24 juli 1858.
Han ansågs på sin tid som en av landets bästa predikanter.
Som amatörvetenskapsman beskrev han Tiohärads topografi och dialekter och åstadkom en samling av föremål inom naturalhistoria-

## Familj
Sandell gifte sig 10 juli 1818 med Fredrica Engstrand (1789–1860). Hon var dotter till kyrkoherden Johan Engstrand och Margareta Christina Wieselgren i Lenhovda församling. De fick tillsammans barnen Christina Sophia Sandell (född 1819) som gifte sig med komministern Per Niclas Nordström i Bankeryds församling och kyrkoherden Nils Gustaf Holmer i Fröderyds församling, kyrkoherden Nils Johan Sandell (född 1821) i Rogberga församling, Charlotta Fredrica Sandell (född 1823) som gifte sig med kyrkoherden Knut Vilhelm Almquist i Nöbbele församling, Carl Vilhelm Sandell (1826–1831), Carolina Vilhelmina Sandell som gifte sig med grosshandlaren Oscar Berg och Amalia Mathilda Sandell (född 1834) som gifte sig med kyrkoherden Per Auguste Petersson i Ölmstads församling.

### Fotnoter
1. 1 2 3 4 5 6 7 8 9 10 11 12 13 14  Gotthard Virdestam, Växjö stifts herdaminne, vol. 6, 1932, s. 148-158, läst: 26 maj 2022.[källa från Wikidata]
2. 1 2 3  Sandell, Jonas i Nordisk familjebok (andra upplagan, 1916)
3. 1 2 3 4 5 6  Sandell, Jonas i Herman Hofberg, Svenskt biografiskt handlexikon (andra upplagan, 1906)
4. ↑  Walter 2013, s.185.
5. 1 2 3   Växjö stifts herdaminne D. 6 Västra och Östra härad. Växjö: Kommittén. 1932. sid. 148-158. Libris 487096